# 张黎明 (1969年)
张黎明（1969年8月—），河北沧县人，任职于国网天津市电力公司滨海供电分公司，全国劳动模范。被选为中国共产党第十九次全国代表大会代表。2018年12月18日荣获改革先锋称号。